# Eritrea - den glemte krig
Den glemte krig er en dansk dokumentarfilm fra 1980, der er instrueret af René Bo Hansen, Morten Iversen og Staffan Röijen.

## Handling
Filmen handler om den glemte koloni Eritrea, der er rammen om en af Afrikas hårdeste selvstændighedskrige. Krigen er i sit indhold blevet et folk i bevægelse hen imod økonomisk, kulturel og politisk frihed. For befrielsesbevægelserne er deres skoler, værksteder og hospitaler et ligeså vigtigt led i befrielseskampen som tanks og kanoner.